# إميليا إي. جونسون
إميليا إي. جونسون (بالإنجليزية: Amelia E. Johnson) (1859)؛ كاتِبة، شاعرة وروائية كندية.